# غوردون براون (لاعب كرة قدم أمريكية)
غوردون براون (بالإنجليزية: Gordon Brown)‏ هو لاعب كرة قدم أمريكية أمريكي، ولد في 6 سبتمبر 1879 في نيويورك في الولايات المتحدة، وتوفي في 10 مايو 1911 في جلان هيد (نيويورك) في الولايات المتحدة.